# Ihlamurlar altinda
Ihlamurlar altinda är en turkisk tv-serie som även finns på arabiska, där den heter "Sanawat al-daya". Den är regisserad av Aydin Bulut, men skriven av Neslihan Eyüboglu och Ayse Teker. Ihlamurlar altinda finns även i en engelsk version. I Turkiet sändes den i den turkiska tv-kanalen Kanal D år 2005 och sändes till 2006. I Australien sändes den i den australiska tv-kanalen "Vizyon", och i de arabiska länderna sänds den i den arabiska tv-kanalen "MBC4". PÅ svenska betyder Ihlamurlar altinda "Under Linden". Tv-serien är romantisk och sorgsen, men innehåller även äventyr och dramatik. Huvudpersonerna i serien är Bülent Inal som spelar "Yilmas" och Tuba Büyüküstün som spelar "Filiz".

## Rollista
- Bülent Inal (Yilmaz)
- Tuba Büyüküstün (Filiz)
- Sinan Tuzcu (Ömer)
- Irem Altug (Feride)
- Yildirim Bayazit (Ali)
- Erkan Bektas (Salih)
- Zeynep Beserler (Asli)
- Derya Durmaz (Fahriye)
- Açelya Elmas (Ceyda)
- Cenk Ertan (Cem)
- Ali Il (Kerem)
- Billur Kalkavan (Handan)
- Meltem Savci (Mualla)
- Bora Sivri (Cemil)
- Özge Borak (Elif)
- Evrim Alasya (Sema)
- Nur Sürer (Müjgan)